# 25312 Asiapossenti
25312 Asiapossenti è un asteroide della fascia principale. Scoperto nel 1998, presenta un'orbita caratterizzata da un semiasse maggiore pari a 3,2120458 UA e da un'eccentricità di 0,0984542, inclinata di 13,23887° rispetto all'eclittica.